# Hebräische Mondschnecke

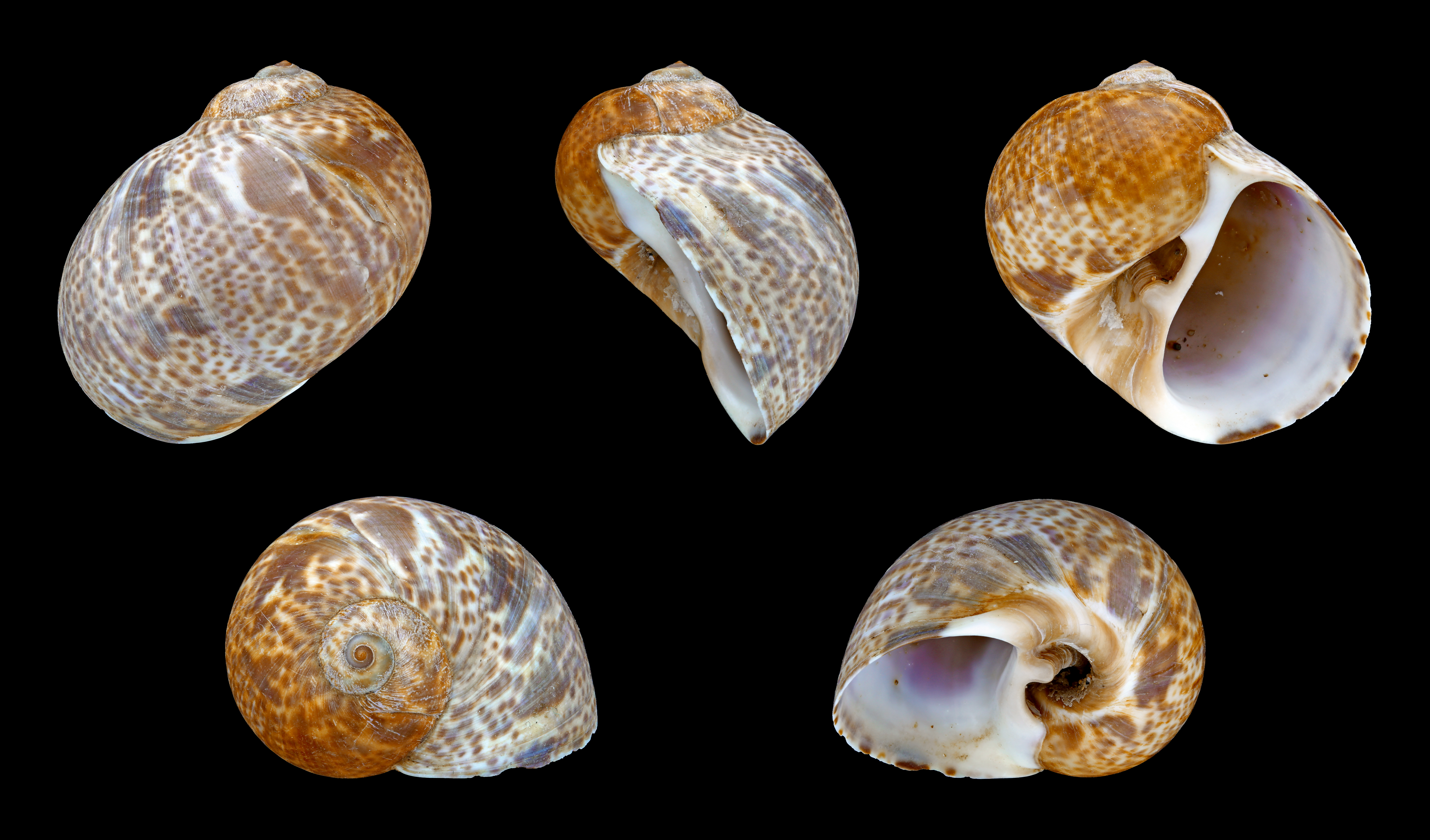
Gehäuse von Natica hebraea

Die Hebräische Mondschnecke oder Hebräische Nabelschnecke (Natica hebraea) ist eine Schnecke aus der Familie der Mondschnecken, die sich von Mollusken ernährt. Sie lebt im Mittelmeer und angrenzenden Gebieten des Atlantiks.

## Merkmale
Das eiförmige, aufgeblasene, recht dünnschalige Schneckenhaus von Natica hebraea, das bei ausgewachsenen Schnecken bis zu 4,5 bis 5,5 cm Länge und einen Durchmesser von bis zu 5,1 cm erreicht, hat eine glatte, glänzende Oberfläche, an der Naht mit schrägen strahlenförmigen Furchen. Der Nabelwulst ist groß und oben durch einen schmalen Einschnitt von dem angewachsenen, verdickten Teil der Innenlippe geschieden. Die Gehäusemündung hat einen Columellarrand und ist innen dunkelbraun. Die Grundfarbe ist weißlich, wird aber zur Spitze hin bläulich und immer dunkler, zuletzt schwarz. Parallel zu den Anwachsstreifen verlaufen dunkelbraune, durch schmale weißliche Querbänder unterbrochene Striemen. Entlang der Naht verläuft eine schmale milchig weiße Binde. Nabelgegend und Innenlippe sind weiß, die hieran angrenzenden braunen Striemen erscheinen als quadratische Flecken.
Das Operculum der Hebräischen Mondschnecke ist halbkreisförmig, hornig und auf der Außenseite verkalkt mit zahlreichen scharfen Rippen.
Das Mesopodium und Propodium der Schnecke umgeben das Schneckenhaus beim Kriechen mit gleicher Breite. Über den gesamten Fuß sind unregelmäßige undeutliche bräunliche Punkte und Streifen verteilt. Die Fühler sind dunkel. Das Tier kann sein Gehäuse nicht mit dem Fuß ganz bedecken, nur der untere Rand wird beim Kriechen bedeckt.

## Verbreitung und Lebensweise
Die Hebräische Mondschnecke tritt im Mittelmeer und angrenzenden Gebieten des Atlantiks auf. Natica hebraea ist auf sandigen Böden des Mittelmeers sehr häufig. Sie lebt unterhalb der Gezeitenzone. Wie andere Mondschnecken ernährt sich die nachtaktive Natica hebraea von Muscheln und Schnecken. Die Beute wird mit dem Fuß umfasst und mit der Radula ein Loch in die Schale gebohrt.